# Diocesi di Orte

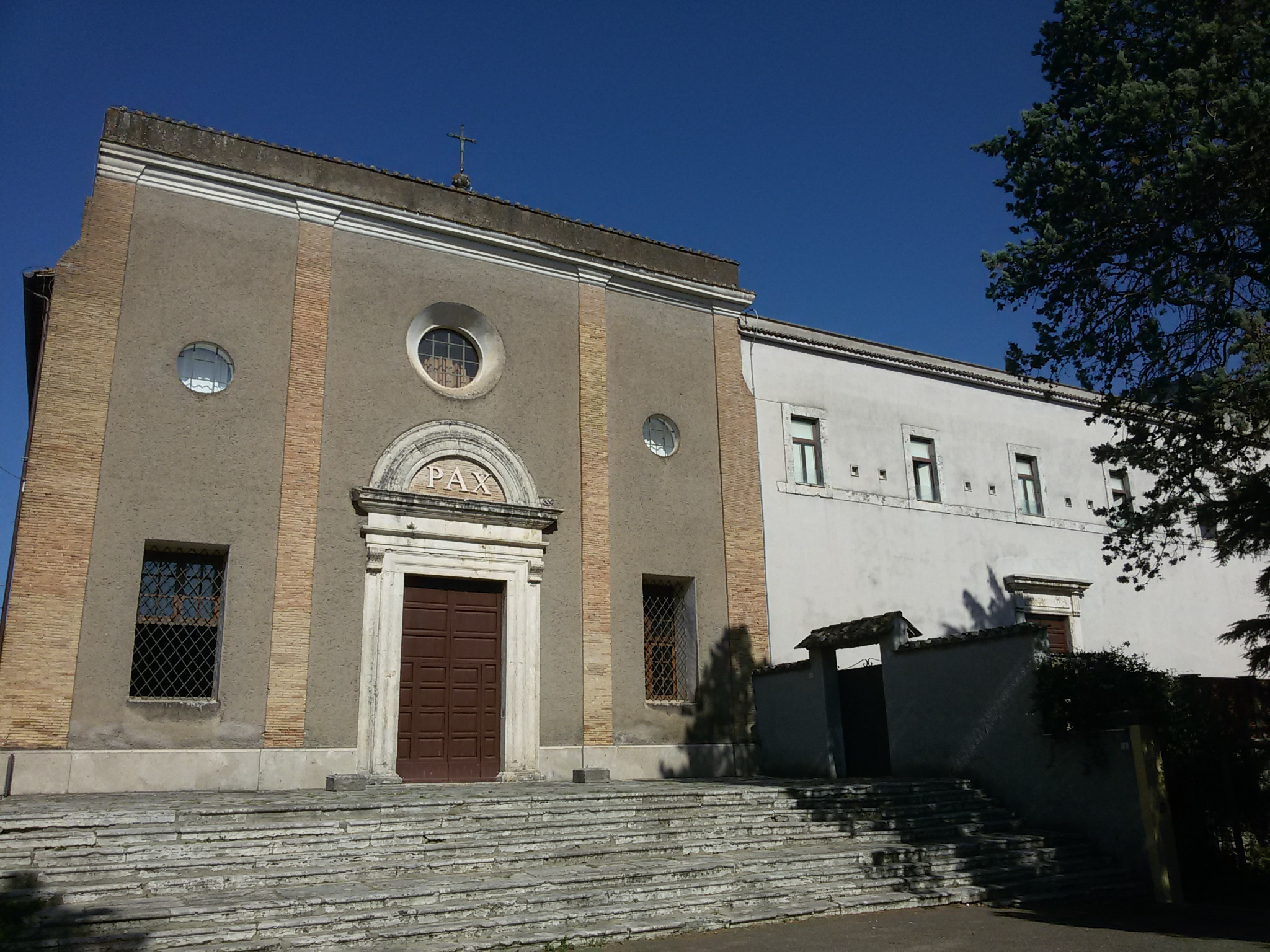
Il santuario e il monastero benedettino di Santa Maria delle Grazie.

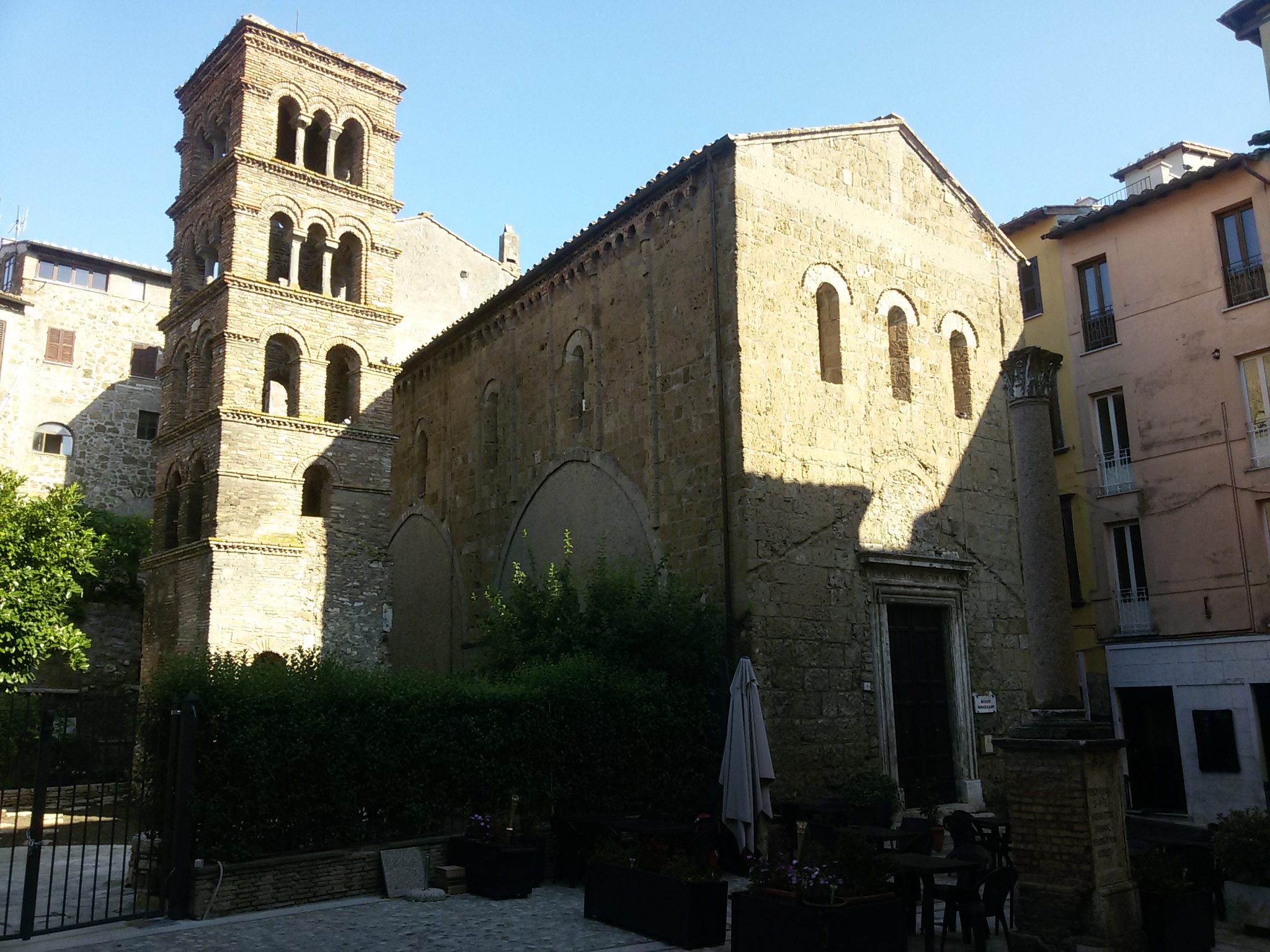
La chiesa sconsacrata di San Silvestro, sede del museo diocesano d'arte sacra.

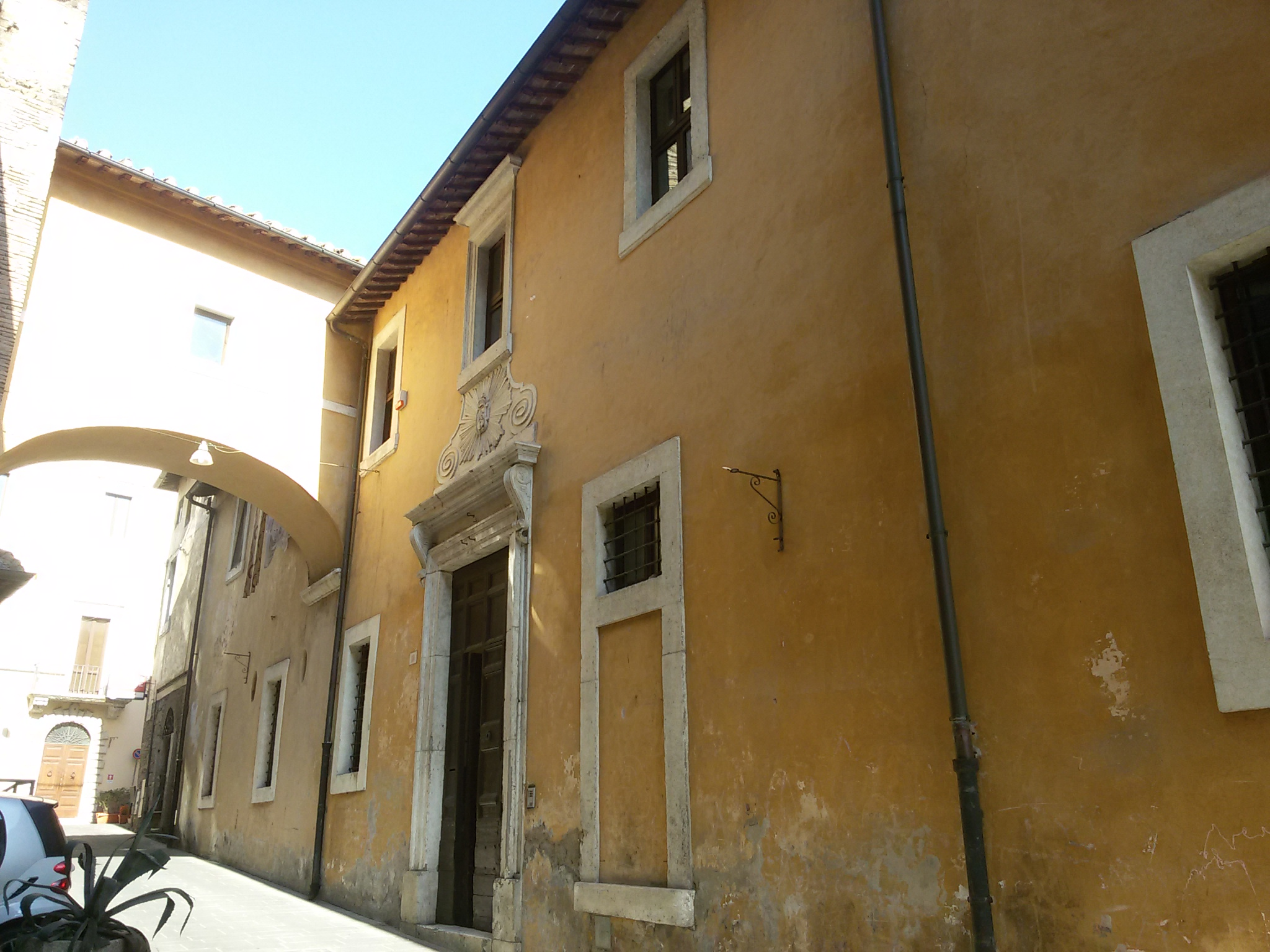
L'entrata dell'ex palazzo vescovile di Orte.

La diocesi di Orte (in latino Dioecesis Hortana) è una sede soppressa e sede titolare della Chiesa cattolica.

## Territorio
La diocesi si estendeva nella parte settentrionale dell'odierna diocesi di Civita Castellana e comprendeva i comuni di Orte, Vasanello, Bassano in Teverina e Soriano nel Cimino, e la frazione di San Liberato nel comune di Narni.
Sede vescovile era la città di Orte, dove fungeva da cattedrale la chiesa di Santa Maria Assunta, oggi concattedrale della diocesi civitonica.

## Storia
Incertissime sono le origini della diocesi di Orte, che autori locali vogliono far risalire ai primi tempi del cristianesimo con il martire san Lanno. Ancora tradizioni locali assegnano a Orte Giovanni Montano, vissuto all'epoca di papa Silvestro I, e san Cassiano, che, secondo Gregorio di Tours, fu il successore immediato di san Reticio (documentato nel 314) sulla cattedra di Autun, e che «tradizioni di assai dubbio valore» hanno fatto vescovo di Orte e di Ostia.
Sui successivi vescovi attribuiti da Ughelli a Orte fino a Giuliano, «nessuno di questi - secondo Lanzoni - resiste alla critica». Secondo Mommsen, Martiniano o Marziano (502) sarebbe vescovo di Ostra nelle Marche. Ubaldo Prosenio è completamente ignoto all'epistolario di Gregorio Magno e forse per questo motivo eliminato dalla cronotassi di Orte da Mamachi, da Gams e da Cappelletti. Discussa è invece l'appartenenza dei vescovi Blando e Calunnioso, menzionati in alcune lettere di Gregorio Magno, che alcuni attribuiscono alla diocesi di Ortona in Abruzzo. Resta infine il vescovo Leone, di cui è stata scoperta l'epigrafe funeraria, ascritta da Ughelli alla seconda metà del IV secolo, ma spostata da Mamachi al V o VI secolo: l'analisi e i caratteri paleografici dell'epigrafe rimandano tuttavia al VII o VIII secolo.
Il primo vescovo di Orte sul quale v'è unanime accordo è Giuliano, che prese parte al concilio lateranense indetto da papa Martino I nel 649 per condannare l'eresia monotelita. Fino all'XI secolo, i vescovi di Orte sono noti per la loro partecipazione ai sinodi indetti a Roma dai pontefici. Tra questi si distinse in modo particolare Arsenio, «una delle più spiccate figure della diplomazia pontificia nella seconda metà del secolo IX».
Il XIII secolo vide la diocesi percorsa da movimenti ereticali, come quelli dei patari e dei fraticelli. In questo clima la diocesi fu però terreno fertile anche per fondazioni francescane: per mano dello stesso santo di Assisi sorse il convento di Orte. Antica è la presenza benedettina nel territorio di Orte, che viene fatta risalire al VI secolo, secondo quanto racconta il Liber pontificalis nella biografia di papa Vigilio (537-555), dove si accenna alla fondazione del monastero di San Giovenale. Altro monastero ortano era quello femminile di San Giorgio, menzionato nel Liber censuum, che fu posto sotto la diretta protezione della Santa Sede da papa Alessandro IV nel 1260. Nel 1366 fu fondato l'oratorio di Sant'Antonio Abate delle pauperculae mulieres (le "poverelle religiose"), le quali professarono a partire dal XVI secolo la regola di san Benedetto, diventando un vero e proprio monastero; dopo varie vicissitudine, dal 1958 il monastero ha sede nell'antico santuario di Santa Maria delle Grazie.
Il 5 ottobre 1437, con la bolla Sacrosancta romana Ecclesia di papa Eugenio IV, a causa della scarsità delle sue rendite, la diocesi di Orte fu unita a quella di Civita Castellana. Tuttavia la bolla d'unione stabilì che doveva essere vescovo delle due chiese unite il vescovo sopravvissuto delle due sedi. L'unione ebbe effetto a partire dal 15 maggio 1439, quando il vescovo Giovanni di Civita Castellana venne deposto: Valentino fu dunque il primo vescovo delle sedi unite, che da questo momento assunsero la denominazione di "diocesi di Civita Castellana e Orte". Quando, nel 1805, la collegiata di Gallese riebbe il titolo di cattedrale, la diocesi assunse il titolo di "diocesi di Civita Castellana, Orte e Gallese". L'unione delle tre sedi lasciò tuttavia inalterati giurisdizioni, curie e residenze vescovili.
L'unione di Orte con Civita Castellana portò a un'annosa controversia fra i capitoli delle due cattedrali su quale delle due sedi avesse la precedenza nella titolatura, controversia che si protrasse fino al Settecento. «Venne allora prevista per il vescovo l'alterna residenza semestrale nelle due sedi e la sepoltura in quella del decesso. Il suo cuore veniva invece tumulato nell'altra cattedrale; uso praticato fino al 1872.»
Nel 1967, per iniziativa del vescovo Roberto Massimiliani, venne aperto il museo diocesano di Orte, costituito da due sezioni, con sedi nella chiesa di San Silvestro e nell'ex palazzo vescovile. Nel 1973 i territori del comune di Soriano nel Cimino passarono dalla diocesi di Bagnoregio a quella di Orte.
L'11 febbraio 1986 la diocesi di Orte, assieme a quelle di Sutri, di Nepi e di Gallese, è stata soppressa ed il suo territorio incorporato in quello della diocesi di Civita Castellana; contestualmente l'ex cattedrale di Orte ha assunto il titolo di concattedrale della diocesi civitonica.
Dal 16 febbraio 1991 Orte è annoverata tra le sedi vescovili titolari della Chiesa cattolica; dal 20 maggio 2017 il vescovo titolare è Andrzej Przybylski, vescovo ausiliare di Częstochowa.

## Cronotassi dei vescovi
- San Lanno ? † (III - IV secolo)
- Giovanni Montano ? † (menzionato nel 330)
- San Cassiano ? † (menzionato nel 363)
- Leone † (menzionato nel 384)[15]
- Martiniano (o Marziano) ? † (menzionato nel 502)
- Ubaldo Prosenio ? † (menzionato nel 592)
- Blando ? † (menzionato nel 598)[16]
- Calunnioso ? † (menzionato nel 600)[16]
- Giuliano † (menzionato nel 649)
- Maurizio † (menzionato nel 743)
- Adamo (o Adone) † (prima del 761 - dopo il 769)[17]
- Stefano I † (menzionato nell'826)
- Arsenio † (prima dell'855 - agosto 868 deceduto)[6]
- Zaccaria † (menzionato nell'869)
- Stefano II † (menzionato nel 904)
- Pietro I † (menzionato nel 916)
- Anonimo † (menzionato nel 963)[18]
- Lamberto † (menzionato nel 1005)[19]
- Giovanni I † (prima del 1017 - dopo il 1026)[19][20]
- Landovino † (menzionato nel 1036)[19]
- Gregorio † (menzionato nel 1049)[21]
- Rodolfo † (prima del 1126 - dopo il 1149[22])
- Paolo I † (prima del 1168 - dopo il 1196)
- Paolo II † (menzionato nel 1200 circa)
- Giovanni II † (prima del 6 ottobre 1206 - dopo il 2 ottobre 1212)
- Guido † (1221 - dopo il 1224)
- Trasimondo † (prima del 1239 - dopo il 1243)
- Giovanni III † (menzionato nel 1248)
- Pietro II, O.F.M. † (12 aprile 1255 - dopo il 1259 deceduto)
- Corrado † (19 dicembre 1284 - ?)
- Bartolomeo † (26 gennaio 1296 - 1298 deceduto)
- Lorenzo da Velletri, O.F.M. † (3 ottobre 1298 - 1333 o 1334 deceduto)
- Nicolò Zabereschi † (1º marzo 1339[23] - 1362 deceduto)
- Giovanni IV † (25 luglio 1363 - ?)
- Pietro III † (menzionato nel 1365)
- Giovanni Cappucci[24], O.P. † (1366 - 1393 deceduto)
- Paolo Alberti, O.F.M. † (12 novembre 1395[25] - 13 maggio 1420 nominato vescovo di Ajaccio)
- Sante † (17 giugno[26] 1420 - 19 marzo 1432 nominato vescovo di Civita Castellana)[27]
- Valentino † (19 marzo 1432 - 15 maggio 1439 nominato vescovo di Civita Castellana e Orte)
  - Sede unita a Civita Castellana (1439-1805)
  - Sede unita a Civita Castellana e Gallese (1805-1986)

## Cronotassi dei vescovi titolari
- José de Jesús Madera Uribe, M.Sp.S. † (28 maggio 1991 - 21 gennaio 2017 deceduto)
- Andrzej Przybylski, dal 20 maggio 2017